# مارغريت روشي ويلر
مارغريت روشي ويلر (بالإنجليزية: Margaret Roach Wheeler)‏ هي مُدرسة أمريكية، ولدت في 1943 في داكوتا الجنوبية في الولايات المتحدة.

## وصلات خارجية
- الموقع الرسمي